# Antheua ungulata
Antheua ungulata är en fjärilsart som beskrevs av Emilio Berio 1939. Antheua ungulata ingår i släktet Antheua och familjen tandspinnare. Inga underarter finns listade i Catalogue of Life.